# Chevrolet Spark
Chevrolet Spark — авто класу «А». Розроблений і виготовляється корейською фірмою Daewoo, а також іншими автовиробниками за ліцензією.
Автомобіль прийшов на заміну Daewoo Matiz.

## Опис
Перші два покоління автомобіля ідентичні автомобілям Daewoo Matiz M150 та M200.

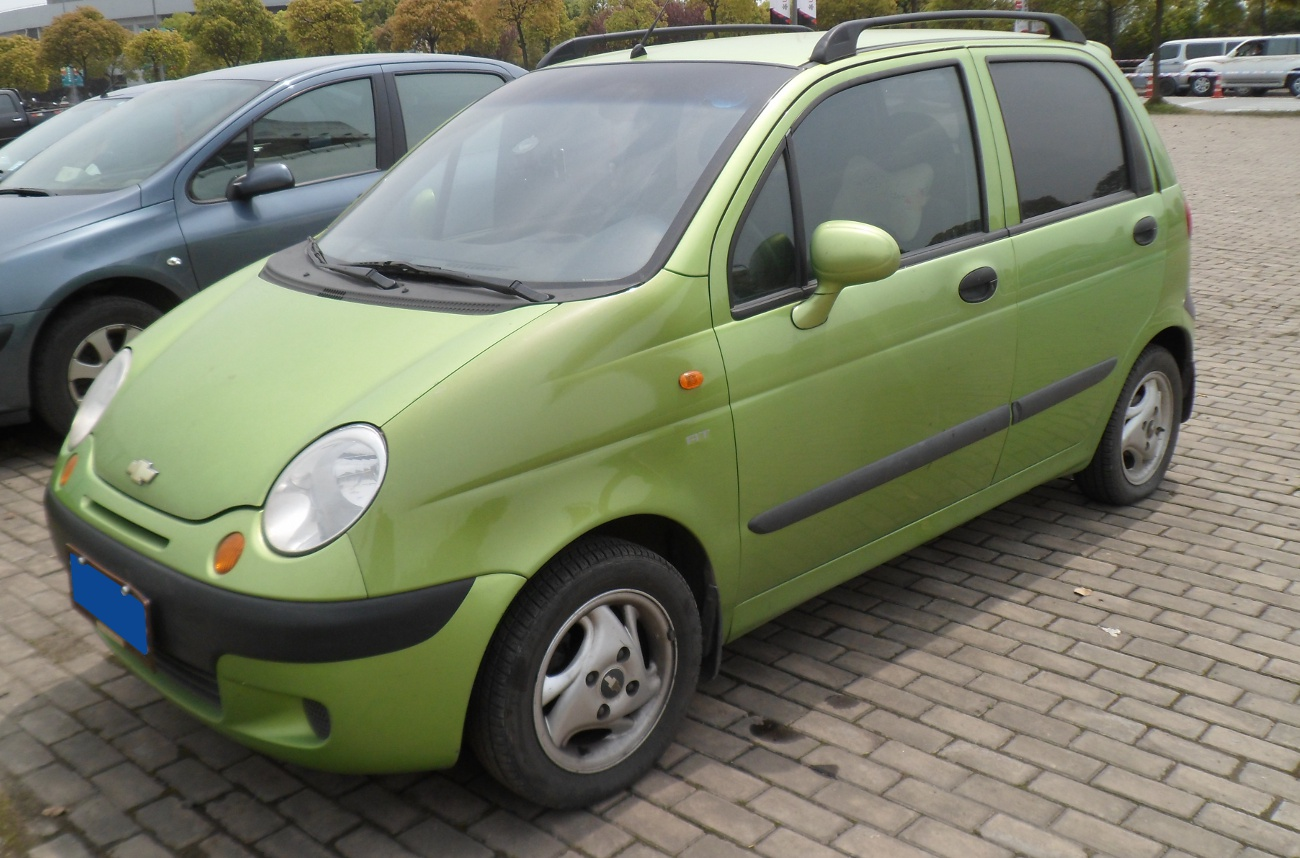
Chevrolet Spark M150
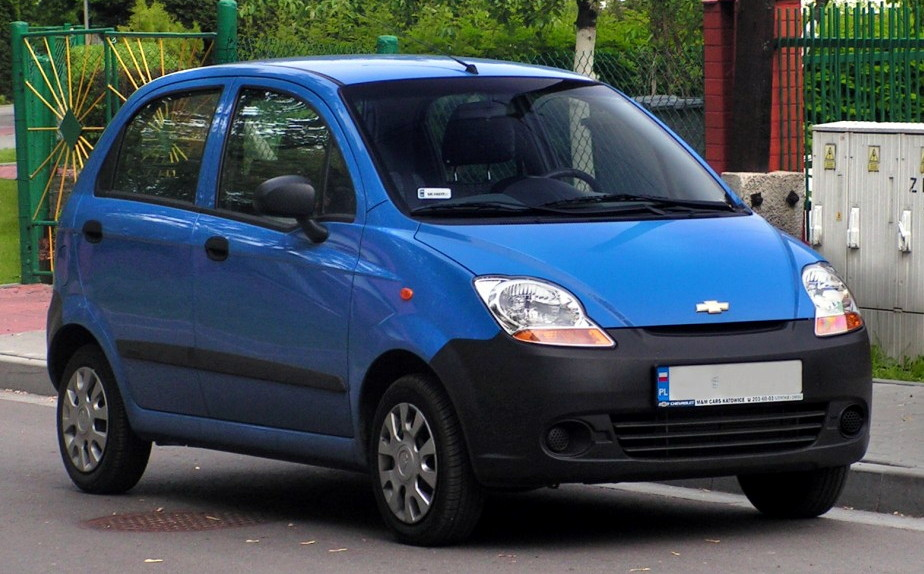
Chevrolet Spark M200

### Третє покоління (M300)

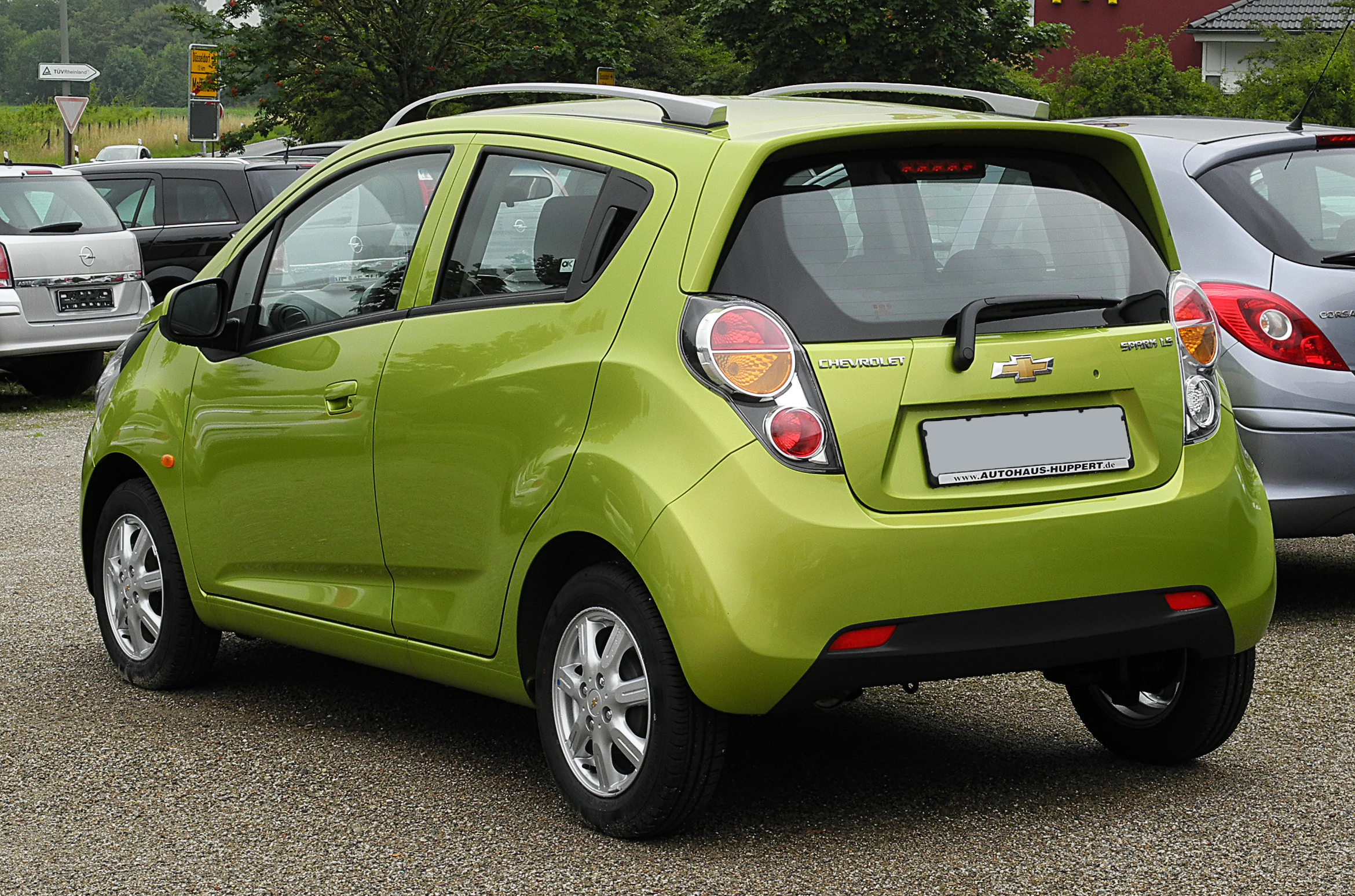
Chevrolet Spark M300 (2009-2012)

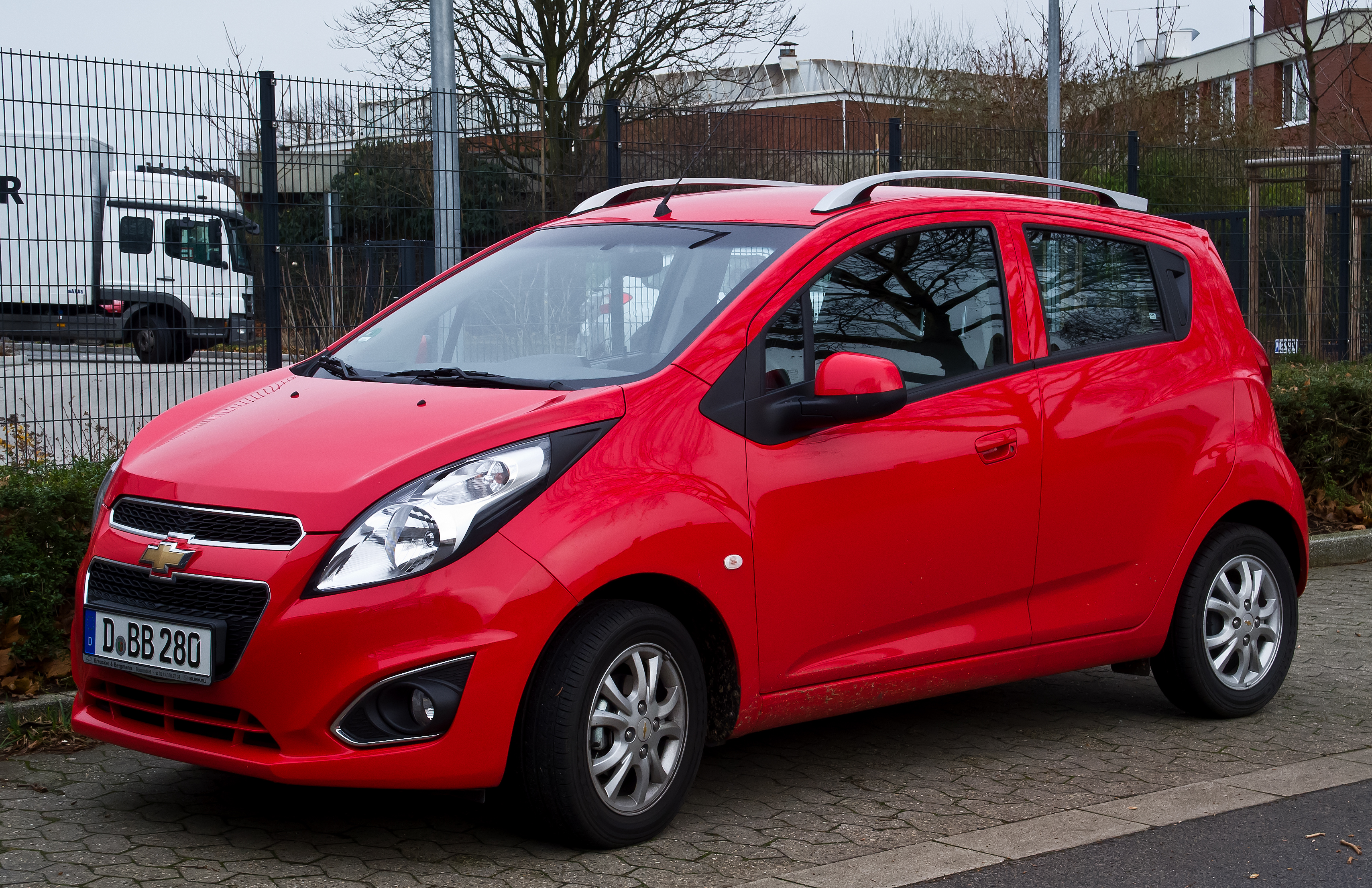
Chevrolet Spark M300 (2012-2018)

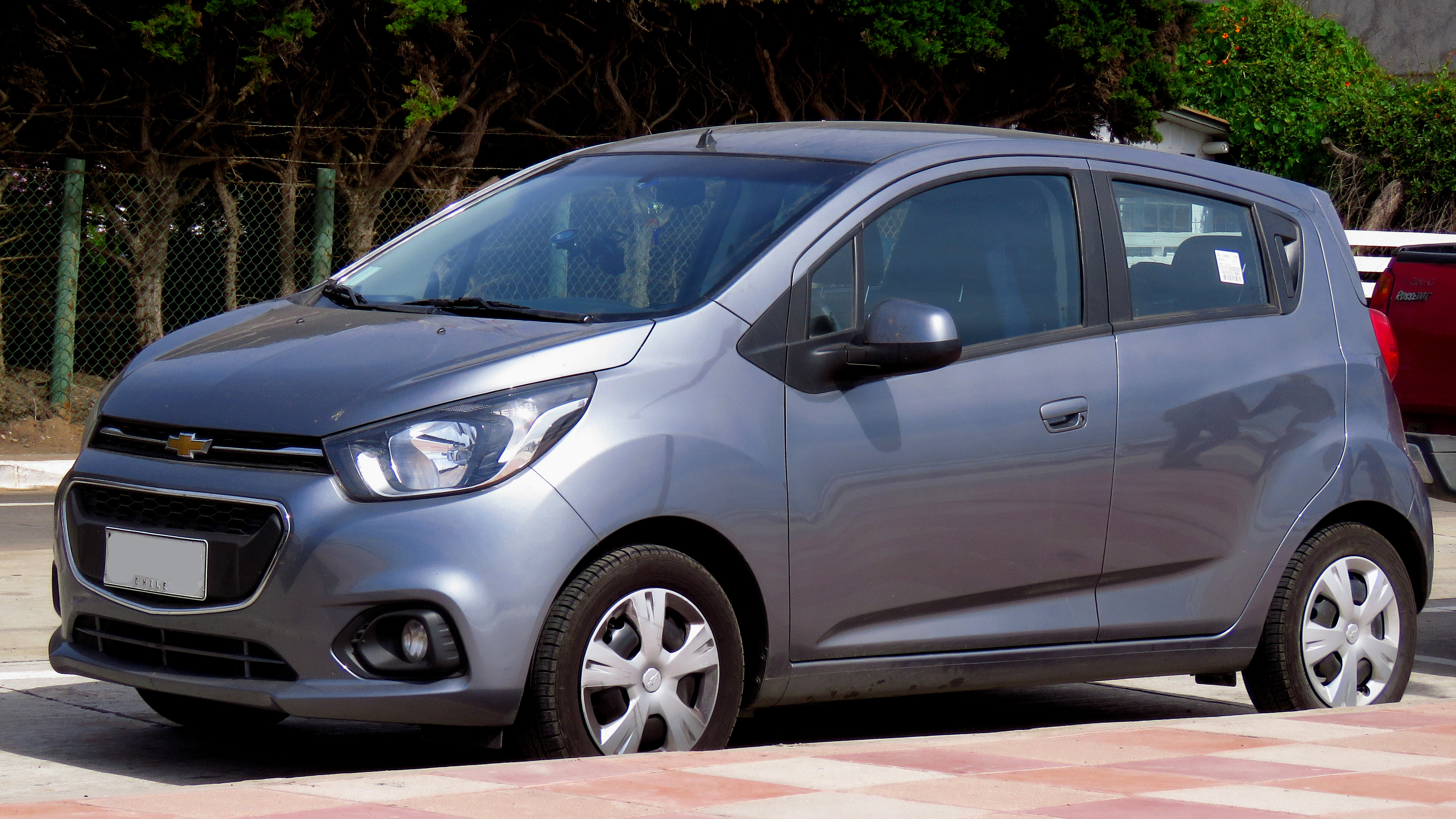
Chevrolet Spark GT (з 2018)

Прем'єра Спарка третього покоління відбулася в Женеві в 2009 році, і тієї ж осені його почали продавати в Кореї як Daewoo Matiz.
Spark третього покоління побудований на новій платформі GM DAT, розрахованої на більш важку техніку, ніж попереднє покоління машин Matiz / Spark. Архітектура залишилася колишньою: стійки McPherson спереду і балка ззаду.
Шістнадцатиклапанний 82-сильний (108 Нм) мотор 1.2 перекочував під капот Спарка після невеликої дефорсовки з моторного відсіку Chevrolet Aveo, де він розвивав 84 к.с. Агрегат мікролітражки відповідає нормам Євро-4, видихаючи в атмосферу менше 120 г/км CO2. Середня витрата по паспорту в змішаному циклі - 5,4 л/100 км.
Автомобілі з мотором 1.0 (комплектації Base і LS) за замовчуванням обладнані двома фронтальними подушками безпеки (пасажирська - відключається). У топовом виконанні LT з двигуном 1.2 до них додаються ще бічні для водія і переднього пасажира. А ось надувних шторок, пропонованих на цій моделі в інших країнах, в російській специфікації не передбачено.
На Паризькому автосалоні в вересні 2012 року представлено модернізований Chevrolet Spark.
В 2018 році модель модернізували і представили модель Chevrolet Spark GT, яка на деяких ринках Латинської Америки і Африки називається Chevrolet Beat і крім хедчбека пропонується у кузові седан та псевдокросовер. На відміну від звичайного Spark модель Spark GT/Beat розроблено на попередній платформі (M300).

#### Двигуни
- 0,995 л S-TEC II I4
- 1,199 л Smartech II I4
- 1,206 л S-TEC II I4
- 1,249 л LL0 I4
- 0,936 л XSDE I3 (diesel)
- 1.3 L Fiat JTD VCDi I3 (diesel)

### Четверте покоління (M400)

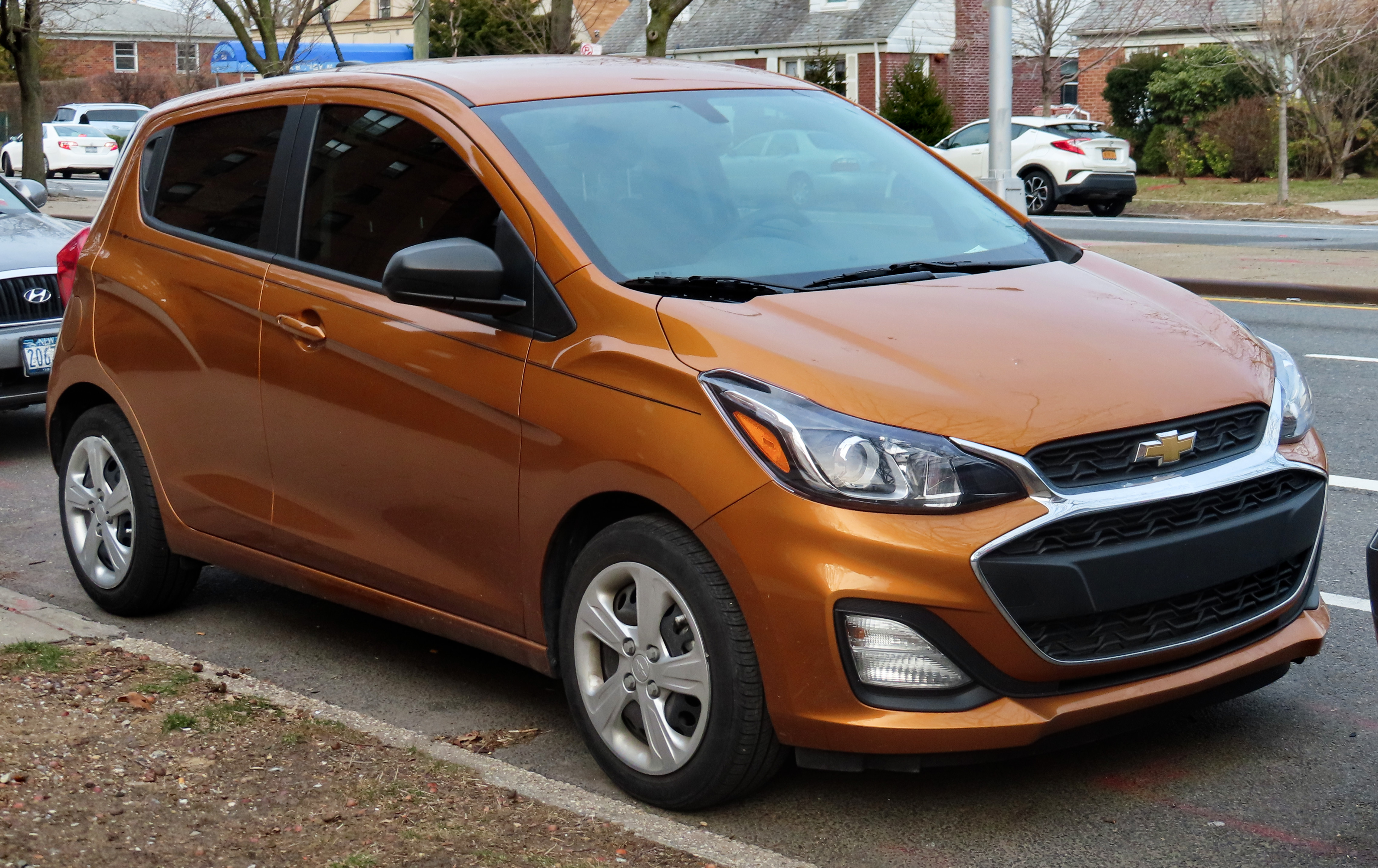
Chevrolet Spark (2018-2022)

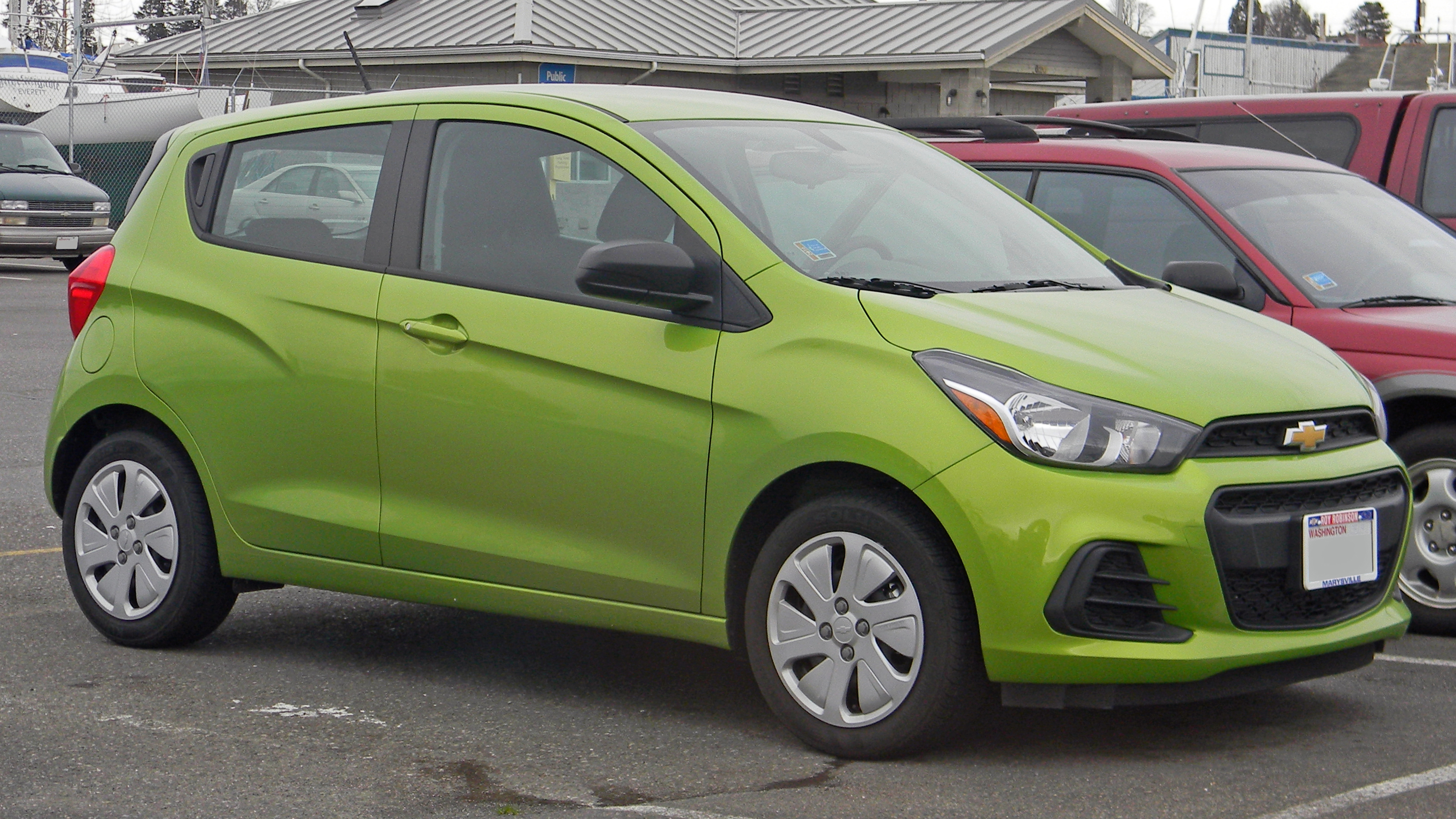
Chevrolet Spark (2015-2018)

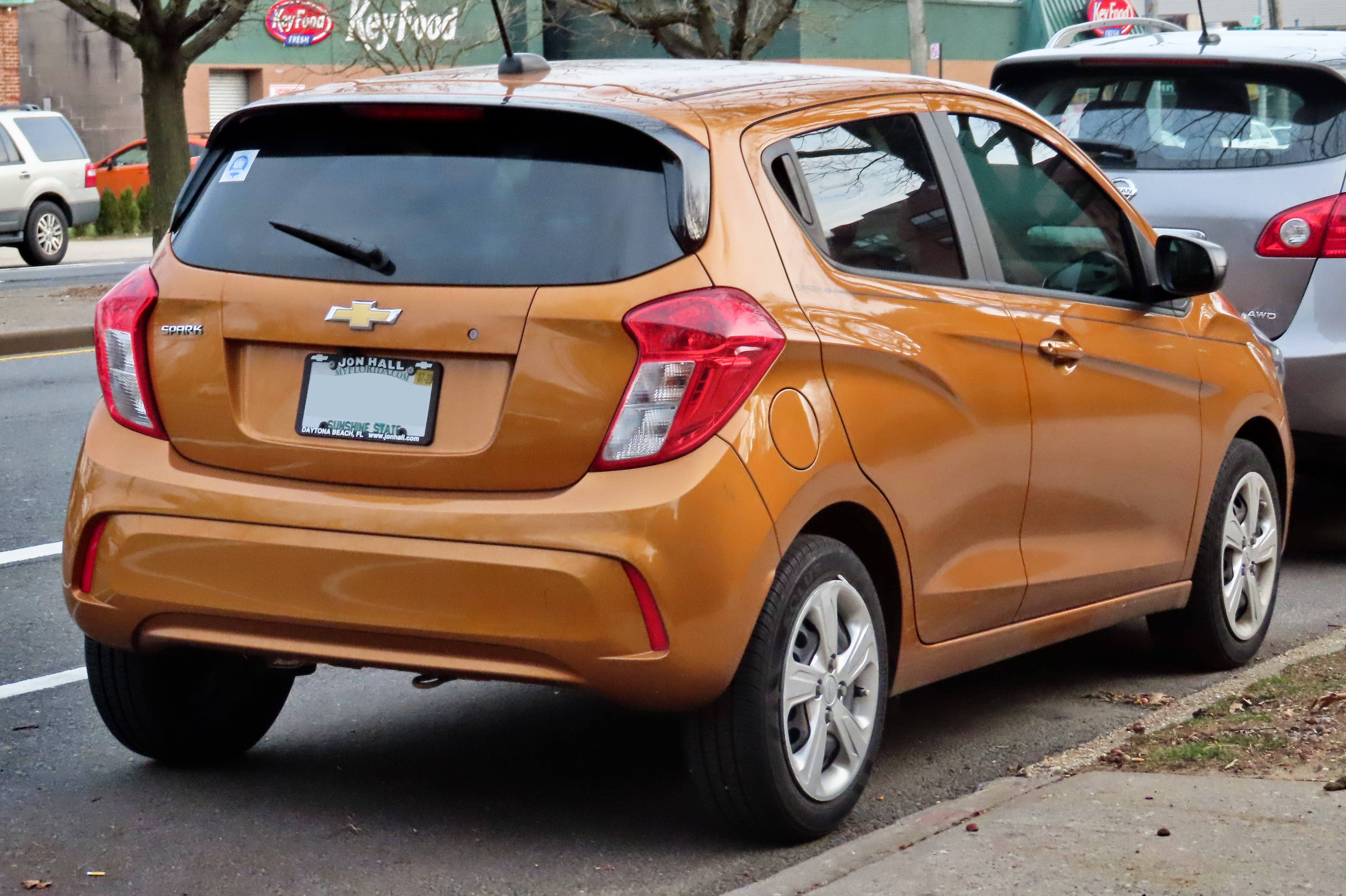
Chevrolet Spark (з 2018)

У квітні 2015 року на Нью-Йоркському автосалоні був показаний Chevrolet Spark четвертого покоління (заводський індекс M400). Новий Spark оснащений функціями Android. Тепер Chevrolet Spark побудований на тій же платформі, що й Opel Karl.
Станом на 2016 рік представлено друге покоління Chevrolet Spark. Автомобіль став не лише більш привабливим зовні, а й отримав краще оснащення, включаючи: 7-дюймовий сенсорний екран, вбудовану Wi-Fi точку, камеру заднього виду та додатки CarPlay і Android Auto. Перелік опційного обладнання безпеки очолили система слідкування за розміткою та система попередження про можливе зіткнення. Колісна база збільшилась, а висота зменшилась майже на 4 см. Компактний розмір хетчбеку дозволяє вписуватись у напружений міський рух та паркувальні майданчики. Представлений він у трьох моделях: LS, 1LT і 2LT.  У порівнянні з першим поколінням, модель 2016 року відчувається як інший автомобіль. Хетчбек став спритнішим та отримав більш збалансоване рульове управління. Ці покращення на пряму пов’язані зі збільшенням колісної бази, пониженням профілю та отриманням більш продуктивного двигуна. З 98 кінськими силами автомобілю Chevrolet потрібен час для розгону, але чотирициліндровий двигун з безступінчастою автоматичною коробкою пропонує достатній рівень потужності для підтримання динаміки ходу. Для довготривалих подорожей автомобіль навряд чи підійде, але у місті та за межами їздить добре. Перевагами автомобіля є радіус повороту у 4.5 метра та компактний розмір, які дозволяють маневрувати на вузьких вуличках. Моделі 2016 року оснащені 1.4-літровим чотирициліндровим двигуном на 98 конячок. Витрачає він 5.9 л/100км. Стандартно всі двигуни сполучаються з п’ятиступінчастою механічною коробкою передач. Як опція представлена безступінчаста автоматична коробка.
Об'єм багажника Chevrolet Spark 2021 становить 315 літрів. Зі складеними задніми сидіннями розмір вантажного відсіку збільшується до 770 літрів. 

#### Двигуни
- 1.0 л Р3 75 к.с.
- 1.4 л LV7 DOHC Р4 98 к.с.